# Rosa sempervirens
Rosa sempervirens (van Latijn: semper, altijd en virere, groen zijn) is een groenblijvende, wilde rozensoort met grote, witte bloemen, die van nature in het Middellandse Zeegebied voorkomt. Ze groeit daar in mediterraan klimaat als vertakte en klimmende struik in de macchia dicht langs de kust. R. sempervirens werd voor het eerst benoemd in Species plantarum door Carl Linnaeus in 1753. Ze wordt ingedeeld bij Rosa sectie Synstylae.
In het begin van de 19e eeuw kweekte de Franse rozenkweker Henri Antoine Jacques (1782-1866), hoofdtuinman bij de hertog van Orléans (de latere Lodewijk Filips I van Frankrijk), met R. sempervirens ongeveer veertig cultivars (onder andere een aantal ramblerrozen) waarvan er enkele (bijvoorbeeld 'Félicité et Perpétue') nog steeds in cultuur zijn.

## Beschrijving
R. sempervirens is een 1,5 tot 2 meter hoge struik die ook 3 tot 5 meter hoog in ander struikgewas kan groeien.
Ze heeft schaars gestekelde takken met stekels die licht gebogen zijn. Het blad is geveerd met meestal vijf of zeven blaadjes per blad. De bladstand is alternerend. De donkergroene, glanzende, toegespitste blaadjes zijn ovaal tot lancetvormig en hebben een lengte van 2 tot 5 centimeter. Ze zijn leerachtig en aan beide zijden kaal. De bladrand is licht getand. De rozenstruik behoudt de blaadjes gedurend het grootste deel van de winter.
De witte, enkelvoudige bloemen ontspringen uit kleine eivormige knoppen. Ze bestaan uit vijf hartvormige kroonblaadjes, verspreiden een lichte muskusgeur en hebben een diameter van 2,5 tot 5 cm. Ze bloeien pluimvormig vertakt in trosjes van 3 tot 7 bloemen. De bloeitijd is in het voorjaar en de vroege zomer van mei tot juli.
De rijpe, glanzend vermiljoenrode rozenbottels zijn bol- of eivormig en 1 tot 2 cm lang. De roos is in België en Nederland niet geheel winterhard.

## Afbeeldingen

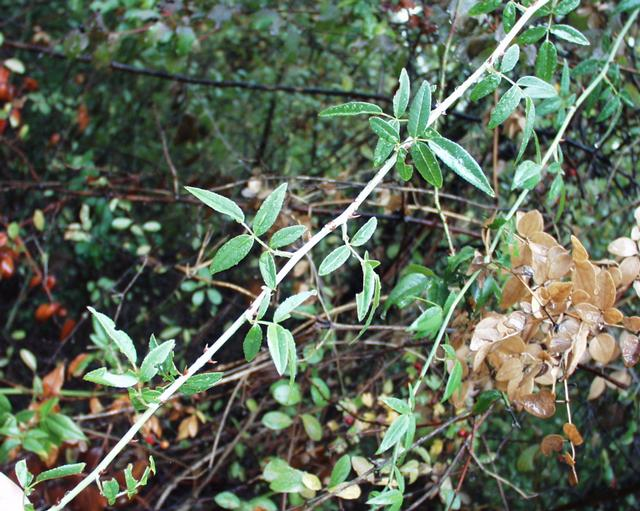
Tak
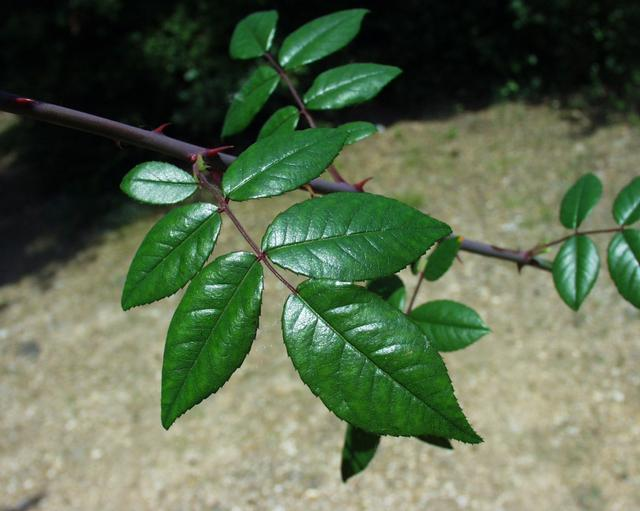
Blad
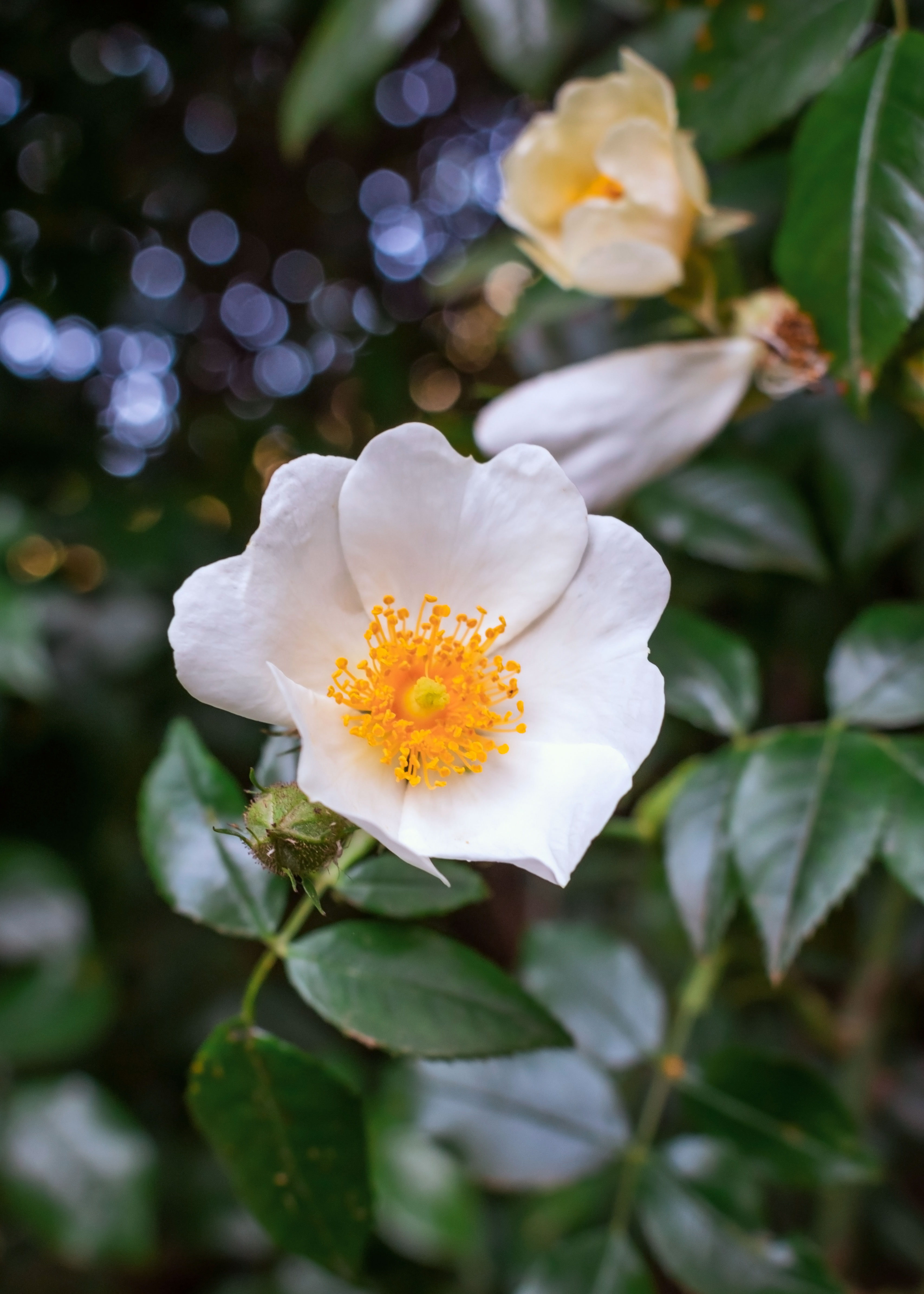
Bloem
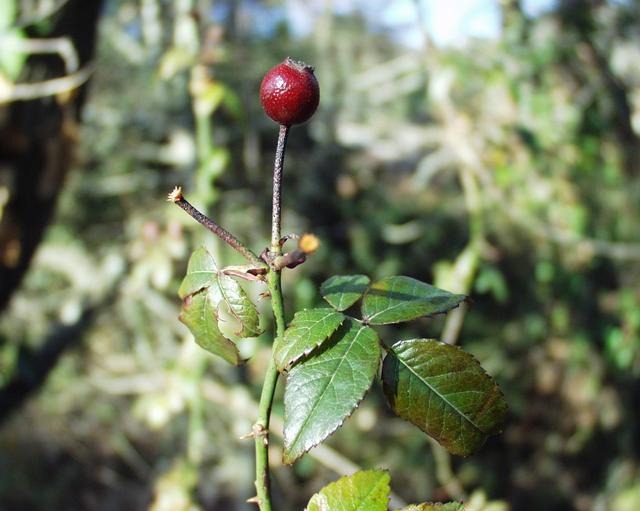
Rozenbottel